# DAX (язык запросов)
DAX (англ. Data Analysis eXpressions — выражения для анализа данных) — формульный функциональный язык запросов, разрабатываемый и поддерживаемый компанией Microsoft, для построения выражений и извлечения данных, которые расположены в табулярной модели — модели представления данных, идеологически схожей с многомерной OLAP-моделью. Запрос или выражение на DAX напоминает синтаксис формул Excel, в котором осуществляется вызов тех или иных функций языка, но, в отличие от Excel, оперирует либо сразу целыми столбцами таблицы данных, либо частью этих столбцов. В отличие от Excel, адресное обращение к данным в какой-либо ячейке таблицы данных средствами DAX невозможно, что сближает язык с SQL или MDX.
Является одним из трёх ключевых элементов концепции построения BI-систем по версии Microsoft, наряду с ETL-средствами Power Query и подсистемой визуализации Power View. Использование DAX свободно от лицензионных отчислений.

## Синтаксис
Поскольку создатели DAX вдохновлялись синтаксисом формул Excel, то и любой запрос на DAX может быть представлен как строка. Переводы каретки, пробелы, знаки табуляции между элементами запроса игнорируются, а многострочные запросы используются только для упрощения чтения программного кода.
Пример создания новой меры (аналог новой функции с точки зрения языков программирования), которая возвращает вчерашнюю дату:
Вчерашняя дата = TODAY () - 1
В реализации DAX в PowerPivot для Excel в качестве инфикса для присвоение вместо знака «=» в определениях мер используется «:=»; В остальном синтаксис остаётся неизменным. DAX-запрос для SSAS предваряет служебное слово EVALUATE. В других реализациях (например, PowerPivot для Excel, Power BI) служебное слово EVALUATE, а также ряд других служебных слов (DEFINE, MEASURE, GROUP BY, ORDER и тому подобные) не используются в пользовательском интерфейсе и применяются автоматически.

### Функциональный состав
Результатом работы запроса или выражения может быть таблица или единичное, скалярное значение. Более чем две сотни встроенных функций языка подразделяются на следующие группы:
- функции с табличным значением
  - функции фильтров
  - агрегатные функции
  - функции логики операций со временем
- скалярные функции
  - функции даты и времени
  - статистические функции
  - логические функции
  - функции фильтров
  - математические и тригонометрические функции
  - текстовые функции
  - функции иерархии
  - функции логики операций со временем[2].

### Локализация
Синтаксис языка имеет частичную локализацию: названия функций языка пишутся всегда на английском (ABS, AVERAGE, BLANK, NOW, TODAY, SUM и так далее), а десятичный разделитель и разделитель функций зависит от локали операционной системы, например, в англоязычной версии точка используется в качестве десятичного разделителя, а запятая в качестве разделителя функций (если функций в запросе больше одной), а в русской локализации для десятичного разделителя по умолчанию используется запятая, а для разделения функций внутри одного запроса или параметров функции используется точка с запятой («;»).

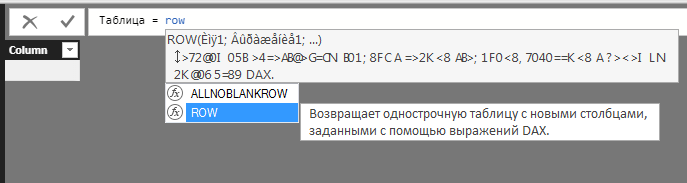
Испорченная кодировка в справке Power BI Desktop

## Производительность
Особенностью языка является обеспечение высокой производительности запросов к данным и ориентированность на резидентные вычисления (англ. in-memory computing), за счёт чего достигается ускорение выполнения запросов и появляется возможность интерактивного взаимодействия с элементами построенных на этих данных BI-отчётов, построения информационных панелей с функциями интерактивной подгрузки детализаций (drill-down), вопросно-ответных интерфейсов и ряда других подобных средств.

Вопросно-ответный интерфейс

## История
При реализации технологии столбцового хранения данных в памяти, которое используется в «движках» xVelocity (vertiPaq), потребовался язык запросов, который бы обеспечивал манипуляцию с данными, хранящимися в столбцах табличных данных (как в измерениях MDX). С другой стороны, язык должен был бы быть синтаксически похож на язык формул Excel, который к 2008—2009 году был знаком подавляющему числу бизнес-пользователей, занимающихся анализом данных. Однако похожесть DAX на нелокализованный, базирующийся на английском языке, язык формул Excel является скорее маркетинговым ходом, чем реальной необходимостью в одностроковых запросах.
Поскольку запросы производились к данным в оперативной памяти и не требовались операции ввода-вывода, новый язык мог игнорировать ряд подходов к оптимизации запросов, используемых в MDX/SQL, за счёт чего достигалась компактность запросов, более высокая скорость разработки и, потенциально, более высокая производительность по сравнению с MDX/SQL.
В 2010 году DAX вместе с табулярной моделью данных был интегрирован в SSAS версии 2012 и выпущено дополнение для Microsoft Excel 2010 Professional, версия которого стала именоваться Professional Plus.
Эксперимент был признан успешным поскольку в дальнейшем Microsoft встраивала поддержку DAX во все свои продукты линейки Microsoft Analysis Services редакций Enterprise и Business Intelligence (SQL Server 2014, SQL Server 2016,SQL Server 2017) и расширенные версии Microsoft Excel для платформы Windows (Excel 2013, Excel 2016), а также облачные реализации на платформе Azure.
В начале 2015 года был выпущен первый продукт линейки Power BI — Power BI Designer, в котором были интегрированы все «Power»-технологии, входившие в виде дополнений или иным образом интегрированные с Excel — PowerPivot, Power Query, Power View и Power Maps. В конце 2015 года этот интегрированный продукт сменил название на Power BI Desktop, c того же момента он свободен от лицензионных отчислений для персонального использования.